# Landkreis Fürth

Karte des Landkreises Fürth

Der Landkreis Fürth ist ein Landkreis westlich der Städte Fürth und Nürnberg im bayerischen Regierungsbezirk Mittelfranken. Der Landkreis ist Mitglied der Planungsregion Nürnberg und der Metropolregion Nürnberg.

## Geografie

### Lage
Zum Landkreis Fürth gehören die Städte Zirndorf, Stein, Oberasbach und Langenzenn, aber nicht die namensgebende Stadt Fürth selbst, die kreisfrei ist. Richtung Westen geht der Landkreis in das landwirtschaftlich geprägte westliche Mittelfranken über. Der Landkreis Fürth ist flächenmäßig der kleinste Landkreis Bayerns. Geprägt ist die Landschaft durch das südwestdeutsche Stufenland: Die Hochfläche des Sandsteinkeupers wird von der Bibert, der Zenn und kleineren Flüssen in breiten Tälern durchschnitten. Aufgrund der reichlich anstehenden Lehrbergschichten (Tone) gibt es im nördlichen Landkreis, besonders in Langenzenn, eine reiche Ziegelindustrie.

### Nachbarkreise
Der Landkreis grenzt im Uhrzeigersinn im Norden beginnend an den Landkreis Erlangen-Höchstadt, an die kreisfreien Städte Erlangen, Fürth und Nürnberg sowie an die Landkreise Roth, Ansbach und Neustadt an der Aisch-Bad Windsheim.

## Geschichte

### Bis 1862
Das Gebiet des heutigen Landkreises Fürth gehörte vor 1800 zu unterschiedlichen Herrschaften, darunter die Burggrafschaft Nürnberg und das Fürstentum Ansbach. 1806 kam das Gebiet an Bayern. 1808 wurde das Landgericht Cadolzburg errichtet, das zunächst zum Pegnitzkreis, ab 1810 zum Rezatkreis gehörte. Bereits 1809 wurde Fürth eine kreisunmittelbare Stadt.

### Bezirksamt
Im Frühjahr 1862 wurde das neue Landgericht älterer Ordnung Fürth aus insgesamt 18 Gemeinden der Landgerichte Cadolzburg, Erlangen und Nürnberg gebildet. Dieses wurde noch im selben Jahr zusammen mit dem Landgericht Cadolzburg Teil des neu errichteten Bezirksamts Fürth. Die Stadt Fürth wurde zwar Verwaltungssitz des neuen Bezirks, blieb jedoch selbst weiterhin kreisfrei.
Am 1. Januar 1900 gab das Bezirksamt Fürth die Gemeinde Poppenreuth an die Stadt Fürth ab. Am 1. Januar 1901 kam auch Dambach zu Fürth. Unterfarrnbach folgte am 1. Januar 1918.
Am 1. November 1923 wurde Schnepfenreuth nach Nürnberg eingemeindet. Am 3. Dezember 1923 kam Burgfarrnbach zu Fürth, am 1. Mai 1924 Buch zu Nürnberg.
Ronhof wurde am 1. Juli 1927 an die Stadt Fürth abgegeben, Höfles am 1. April 1928 und Kraftshof am 1. Januar 1930 an die Stadt Nürnberg.
Am 1. Oktober 1931 kam die Gemeinde Puschendorf des Bezirksamtes Höchstadt an der Aisch zum Bezirksamt Fürth.

### Landkreis
Am 1. Januar 1939 wurde wie sonst überall im Deutschen Reich die Bezeichnung Landkreis eingeführt. So wurde aus dem Bezirksamt der Landkreis Fürth.
Am 1. Januar 1972 wurde die Gemeinde Kirchfembach des Landkreises Neustadt an der Aisch in den Landkreis Fürth um- und in die Stadt Langenzenn eingegliedert.
Der Landkreis war von der Gebietsreform, die am 1. Juli 1972 in Kraft trat, stark betroffen. Die Gemeinden Boxdorf, Großgründlach und Neunhof kamen zur kreisfreien Stadt Nürnberg, während die Gemeinden Sack, Stadeln und Vach zur kreisfreien Stadt Fürth kamen. Da der Landkreis damit zum flächenmäßig kleinsten Landkreis in Bayern wurde, war eine Aufteilung des restlichen Gebiets auf die Nachbarlandkreise Ansbach und Neustadt an der Aisch sowie auf die Stadt Nürnberg in der Diskussion, die Planung wurde jedoch verworfen. Als Ausgleich für den Verlust der landwirtschaftlich geprägten und wirtschaftsstarken Gemeinden im Norden erhielt der Landkreis Fürth die Stadt Stein vom damaligen Landkreis Nürnberg sowie die Gemeinden Katterbach und Wilhermsdorf vom Landkreis Neustadt an der Aisch.
Im Frühjahr 2003 wurde der Kreissitz des Landkreises Fürth nach Zirndorf verlegt, nachdem dort ein neues Landratsamt gebaut worden war. Seither befindet sich die Kreisverwaltung innerhalb des Kreisgebiets.

### Einwohnerstatistik

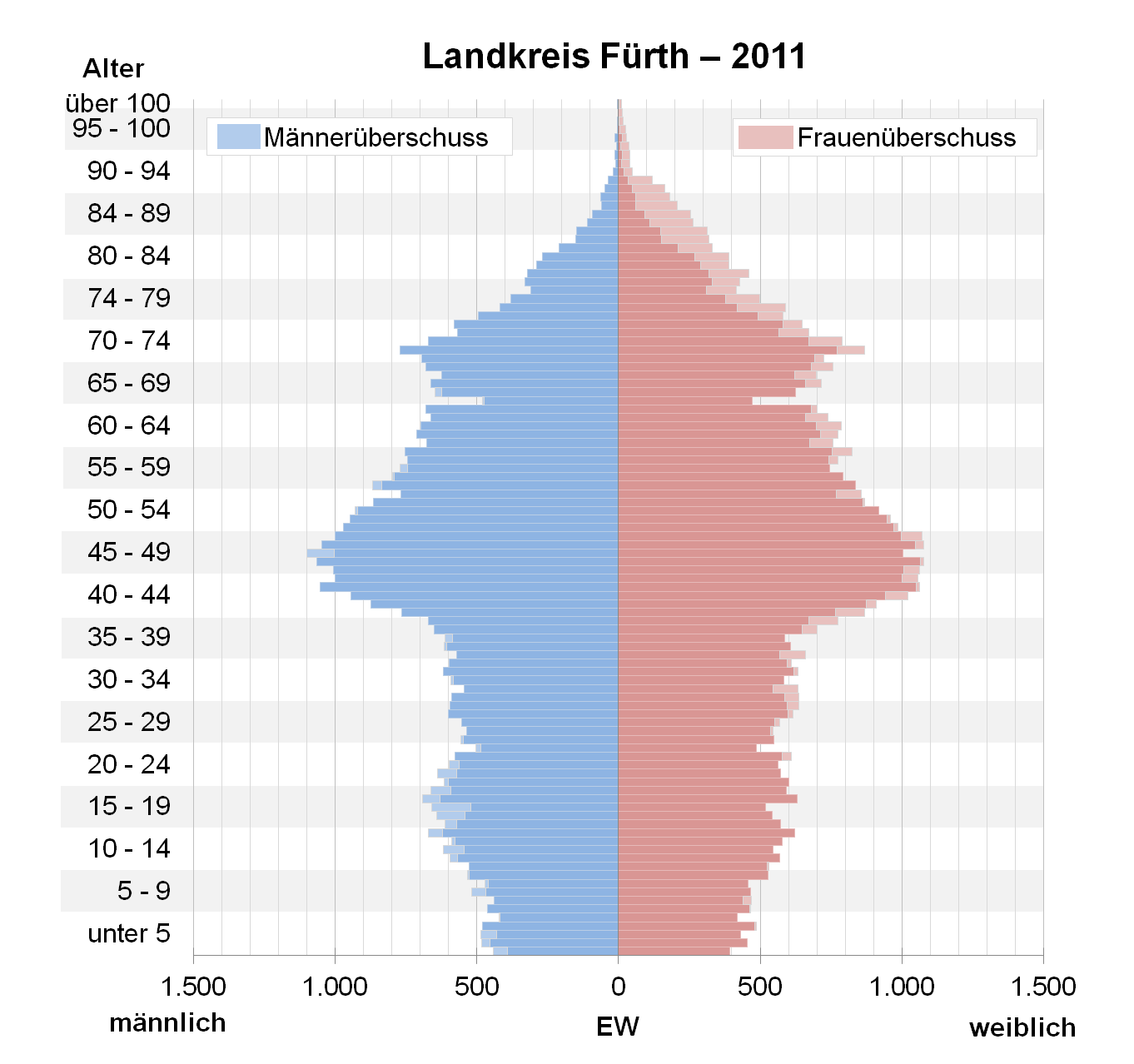
Bevölkerungspyramide für den Kreis Fürth (Datenquelle: Zensus 2011.)

Von 1988 bis 2008 wuchs der Landkreis Fürth um ca. 18.600 Einwohner bzw. um rund 19 %. In den letzten Jahren hat sich das Wachstum abgeschwächt.
Die nachfolgenden Zahlen beziehen sich auf den Gebietsstand vom 25. Mai 1987:
| Bevölkerungsentwicklung | Bevölkerungsentwicklung | Bevölkerungsentwicklung | Bevölkerungsentwicklung | Bevölkerungsentwicklung | Bevölkerungsentwicklung | Bevölkerungsentwicklung | Bevölkerungsentwicklung | Bevölkerungsentwicklung | Bevölkerungsentwicklung | Bevölkerungsentwicklung | Bevölkerungsentwicklung | Bevölkerungsentwicklung | Bevölkerungsentwicklung | Bevölkerungsentwicklung |
| ----------------------- | ----------------------- | ----------------------- | ----------------------- | ----------------------- | ----------------------- | ----------------------- | ----------------------- | ----------------------- | ----------------------- | ----------------------- | ----------------------- | ----------------------- | ----------------------- | ----------------------- |
| Jahr                    | 1840                    | 1900                    | 1939                    | 1950                    | 1961                    | 1970                    | 1987                    | 1991                    | 1995                    | 2000                    | 2005                    | 2010                    | 2015                    | 2020                    |
| Einwohner               | 19.025                  | 24.701                  | 36.705                  | 54.850                  | 62.105                  | 75.261                  | 93.861                  | 100.562                 | 110.176                 | 112.896                 | 114.024                 | 114.810                 | 114.291                 | 118.695                 |

### Konfessionsstatistik
Der Anteil der Protestanten und Katholiken an der Gesamtbevölkerung nimmt ab. Gemäß dem Zensus 2022 waren 20,2 % der Einwohner katholisch, 39,8 % evangelisch, und 39,9 % waren konfessionslos, gehörten einer anderen Glaubensgemeinschaft an oder machten keine Angabe.

## Politik

### Kreistag
Die Ergebnisse der Kreistagswahlen seit 1996 führten zu folgenden Sitzverteilungen:
| Kreistagswahl 2020Wahlbeteiligung: 61,5 % (+32,5 %) %403020100 39,118,416,512,06,33,02,62,1 CSUGrüneSPDFWAfDFDP/ Freie BürgerLinkeÖDPGewinne und Verlusteim Vergleich zu 2014 %p 8 6 4 2 0 −2 −4 −6 −8−10−12−14−1,5+6,2−12,4−2,7+6,3−0,6+2,6+2,1CSUGrüneSPDFWAfDFDP/ Freie BürgerLinkeÖDP | Sitzverteilung im Kreistag Fürth seit 2020Insgesamt 60 Sitze - Linke: 2 - SPD: 10 - Grüne: 11 - ÖDP: 1 - FW: 7 - FDP: 2 - CSU: 23 - AfD: 4 |

| Parteien und Wählergemeinschaften | Parteien und Wählergemeinschaften  | 2020   | 2020   | 2014*  | 2014*  | 2008   | 2008   | 2002   | 2002   | 1996   | 1996   |
| Parteien und Wählergemeinschaften | Parteien und Wählergemeinschaften  | %      | Sitze  | %      | Sitze  | %      | Sitze  | %      | Sitze  | %      | Sitze  |
| --------------------------------- | ---------------------------------- | ------ | ------ | ------ | ------ | ------ | ------ | ------ | ------ | ------ | ------ |
| CSU                               | Christlich-Soziale Union in Bayern | 39,1   | 23     | 40,6   | 25     | 42,4   | 26     | 45,6   | 28     | 43,9   | 27     |
| Grüne                             | Grüne Bayern                       | 18,4   | 11     | 12,2   | 07     | 8,8    | 05     | 6,5    | 04     | 9,0    | 05     |
| SPD                               | SPD Bayern                         | 16,5   | 10     | 28,9   | 17     | 31,2   | 19     | 34,4   | 21     | 34,6   | 21     |
| FW                                | Freie Wähler Bayern                | 12,0   | 07     | 14,7   | 09     | 11,4   | 07     | 7,7    | 04     | 0–     | 0–     |
| AfD                               | AfD Bayern                         | 6,3    | 04     | 0–     | 0–     | 0–     | 0–     | 0–     | 0–     | 0–     | 0–     |
| FDP/FB                            | FDP Bayern/Freie Bürger            | 3,0    | 02     | 3,6    | 02     | 6,2    | 03     | 5,8    | 03     | 5,7    | 03     |
| Linke                             | Die Linke Bayern                   | 2,6    | 02     | 0–     | 0–     | 0–     | 0–     | 0–     | 0–     | 0–     | 0–     |
| ÖDP                               | Ökologisch–Demokratische Partei    | 2,1    | 01     | 0–     | 0–     | 0–     | 0–     | 0–     | 0–     | 0–     | 0–     |
| PWG                               | Parteilose Wählergemeinschaft      | 0–     | 0–     | 0–     | 0–     | 0–     | 0–     | 0–     | 0–     | 6,8    | 04     |
| gesamt                            | gesamt                             | 100,0  | 60     | 100,0  | 60     | 100,0  | 60     | 100,0  | 60     | 100,0  | 60     |
| Wahlbeteiligung                   | Wahlbeteiligung                    | 61,5 % | 61,5 % | 29,0 % | 29,0 % | 63,5 % | 63,5 % | 67,2 % | 67,2 % | 69,6 % | 69,6 % |

* Die Wahl zum Kreistag vom 16. März 2014 wurde am 24. Juli 2014 von der Regierung von Mittelfranken nachträglich für ungültig erklärt, weil zwei Bürgermeister im jeweiligen Amtsblatt angeregt hatten, Bewerber aus dem eigenen Ort zu bevorzugen, was als unzulässig gewertet wurde. Die Wiederholung der Wahl fand am 16. November 2014 statt, dabei sank die Wahlbeteiligung von 53 % auf 29 %.

### Bezirksamtmänner/-oberamtmänner bis 1938, Landräte ab 1939
- 1904–1919: Kurt von Eyb
- 1918–1945: Robert Bracker, (ab 1940 NSDAP)
- 1945–1958: Friedrich Hörndlein, zunächst kommissarischer Landrat
- 1958–1972: Heinrich Löffler, SPD
- 1972–1990: Dietrich Sommerschuh, SPD
- 1990–2008: Gabriele Pauli, ab 21. November 2007 parteilos, davor CSU
- 2008–2023: Matthias Dießl, CSU
- seit 2024: Bernd Obst, CSU

### Wappen
| Wappen des Landkreises Fürth | Blasonierung: „Über einer gekürzten roten Spitze, darin eine senkrecht stehende goldene Ähre, dieser aufgelegt ein aus dem unteren Schildrand wachsendes oberhalbes silbernes Zahnrad, gespalten; vorne in Silber ein halber, golden bewehrter roter Adler am Spalt, mit goldenem Kleestängel auf dem Flügel, hinten fünfmal schräg geteilt von Rot und Silber.“ |
| Wappen des Landkreises Fürth | Wappenbegründung: Der rote Adler war das Symbol des Fürstentums Ansbach, Rot und Silber die Farben der Burggrafschaft Nürnberg, Ähre und Zahnrad stehen für Ackerbau und Industrie. |

### Logo
Das alte Logo, ein Kreis mit einem Farbverlauf von weiß nach grün, tangiert von drei blauen Streifen, wurde 2009 nach etwa 15 Jahren Gültigkeit durch eine modernisierte Version ersetzt. Das neue Logo nimmt die im Landkreiswappen dominierenden heraldischen Farben silber, schwarz und rot auf. Aus dem Kreis wurde ein dreidimensionaler Ring aus silber mit schwarzer Schattierung, der von drei roten Streifen berührt wird. Im Gegensatz zum alten Logo sind diese nicht mehr gleich lang und sollen einerseits die Städte Nürnberg, Fürth und Erlangen symbolisieren, andererseits gleichzeitig ein F darstellen. Neu hinzugefügt wurde der Claim „LeistungsFähig.LebensFroh.“, in dem sich die Initialen L und F des Landkreises wiederfinden.

### Landkreispartnerschaften
1972 wurde die Patenschaft für die vertriebenen Sudetendeutschen aus der Stadt Haida, die Stadt und den Kreis Böhmisch Leipa und die Stadt und den Kreis Dauba übernommen.

## Wirtschaft und Infrastruktur

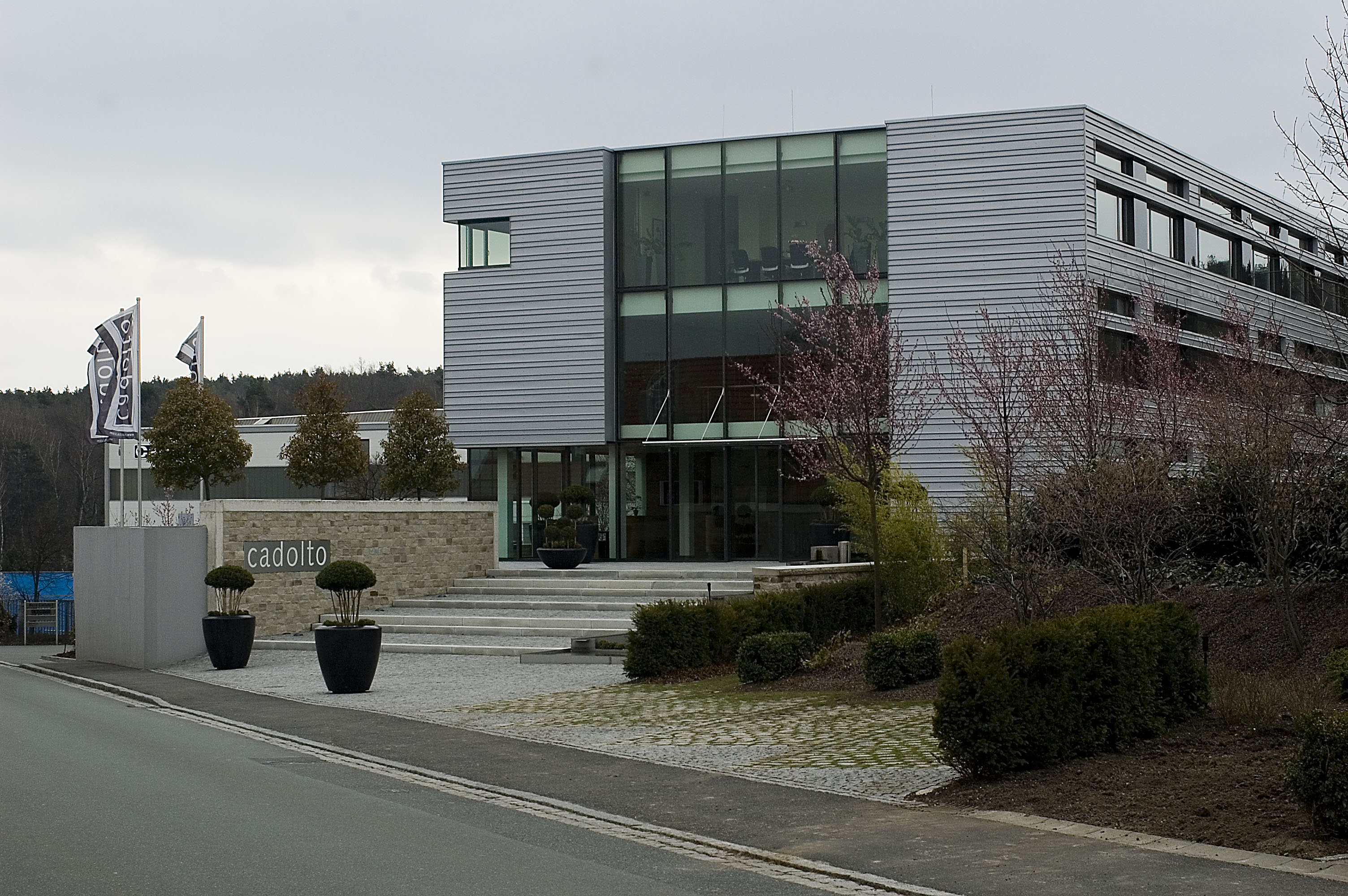
Verwaltungsgebäude der Firma Cadolto Fertiggebäude (2008)

Der Landkreis ist eher landwirtschaftlich geprägt. Bekannte Unternehmen mit Sitz im Landkreis sind der Playmobil-Hersteller geobra Brandstätter und die Metz-Werke in Zirndorf, Faber-Castell in Stein sowie die Firma Cadolto aus Cadolzburg. In Langenzenn finden sich noch heute Ziegeleien. Im Zirndorfer Stadtteil Leichendorf eröffnete 2000 der erste Playmobil FunPark.

### Straßenverkehr
Im Gebiet des Landkreises befindet sich keine Autobahn. Der Landkreis wird im Norden von der B 8 (Nürnberg – Würzburg) durchzogen, wobei die B 8 zwischen der Stadtgrenze Fürth bis hinter Langenzenn autobahnähnlich ausgebaut ist. Die so genannte Südwesttangente wurde ursprünglich als A 752 geplant. Im Süden des Landkreises verläuft von Stein bis Buchschwabach die B 14 (Pilsen – Nürnberg – Stuttgart).

### Kfz-Kennzeichen
Am 1. Juli 1956 wurde dem Landkreis bei der Einführung der bis heute gültigen Kfz-Kennzeichen das Unterscheidungszeichen FÜ zugewiesen. Es wird durchgängig bis heute ausgegeben.

### Öffentlicher Nahverkehr
1844 verkehrte erstmals mit der Errichtung der Ludwig-Süd-Nord-Bahn im Landkreis Fürth eine Eisenbahn. Von ihr zweigte 1865 in Fürth die Strecke nach Würzburg ab. Durch den Süden des Kreises führt seit 1875 die Bahnstrecke Nürnberg–Crailsheim. Später wurde das Umland noch durch drei Lokalbahnen erschlossen:
Die Bayerischen Staatseisenbahnen führten 1872 die Zenngrundbahn von Siegelsdorf bis Langenzenn, 1895 nach Wilhermsdorf und schließlich 1902 weiter bis Markt Erlbach. Es folgte die Lokalbahn Aktien-Gesellschaft München im Jahre 1890/92 mit der Rangaubahn (im Volksmund Moggerla) von Fürth über Zirndorf nach Cadolzburg.
Schließlich kam 1914 noch eine weitere Lokalbahn der Bayerischen Staatseisenbahnen hinzu, die Bibertbahn (im Volksmund Bibert-Bärbel), die sich in Nürnberg-Stein von der Ansbacher Hauptbahn trennte und über Fürth Süd und Zirndorf-Altenberg in Richtung Unternbibert-Rügland verlief. Der Personenverkehr dieser Bahn wurde 1971 ab Großhabersdorf und 1986 vollständig stillgelegt. Damit ist das Eisenbahnnetz um fast ein Viertel von 87 km auf 69 km reduziert worden.
Das Biberttal wird seitdem durch eine Buslinie der Omnibusverkehr Franken (OVF) bedient. Die Zukunft des Gleises zwischen Leichendorf und Stein ist ungewiss. Verschiedene Planungen in den 1990ern sahen eine Verbindung des Gleisstumpfes mit der Rangaubahn vor. Die Pläne scheiterten an der Wirtschaftlichkeit, den U-Bahn-Bauplänen in Nürnberg und politischen Widerständen im Landkreis. Statt oder bis zur Weiterführung der Nürnberger U-Bahn-Linie U3 in den Landkreis soll auf der Strecke wieder der Betrieb aufgenommen werden. Dafür setzt sich die Interessengemeinschaft Bibertbahn ein. Inzwischen sind die Gleise abgebaut und die Strecke entwidmet.
Der Rest des Landkreises wird durch Buslinien sowie nachts und am Wochenende durch ein Anrufsammeltaxi erschlossen. Zusätzlich verkehren zwischen dem Fürther Rathaus bzw. dem Nürnberger Hauptbahnhof und einzelnen Landkreisgemeinden in den Nächten auf Samstagen, Sonntagen, Feiertagen sowie Brückentagen im Stundentakt die Night-Liner genannten Nachtbusse. Seit Start des Verkehrsverbund Großraum Nürnberg (VGN) benötigt man für Fahrten mit dem Öffentlichen Nahverkehr nur noch einen Fahrausweis.
Verschiedentlich gibt bzw. gab es Pläne, die U-Bahn Nürnberg (z. B. Linie U2 nach Stein bei Nürnberg oder Linie U3 nach Oberasbach) bzw. die geplante Stadt-Umland-Bahn Erlangen in den Landkreis zu verlängern, jedoch sind Stand 2018 keine konkreten Pläne bekannt. Der geplante Endpunkt der U3 „Gebersdorf“ soll ca. 2025  dort wo früher der Haltepunkt „Fürth Süd“ der Bibertbahn lag – aber noch auf Nürnberger Stadtgebiet – nahe der Landkreisgrenze eröffnen. Durch Park&Ride sowie Zubringerbusse soll die Funktion dieses Endhalts auch auf angrenzende Gebiete des Landkreises ausstrahlen (ähnlich wie heute schon der U-Bahnhof Röthenbach der U2).

## Gemarkungen
Im Landkreis gibt es 33 Gemarkungen; fünf davon sind gemeindeübergreifend.

## Gemeinden
Der Landkreis Fürth setzt sich aus 14 Gemeinden zusammen, von denen vier Städte sind (Einwohner am 31. Dezember 2024).
| Städte 1. Langenzenn (10.438) 2. Oberasbach (17.647) 3. Stein (14.866) 4. Zirndorf (26.243) Märkte 1. Ammerndorf (1998) 2. Cadolzburg (11.250) 3. Roßtal (9663) 4. Wilhermsdorf (5158) | Weitere Gemeinden 1. Großhabersdorf (4243) 2. Obermichelbach (3217) 3. Puschendorf (2195) 4. Seukendorf (3127) 5. Tuchenbach (1362) 6. Veitsbronn (6312) | Verwaltungsgemeinschaften 1. Obermichelbach-Tuchenbach mit den Mitgliedsgemeinden Obermichelbach (Sitz) und Tuchenbach 2. Veitsbronn mit den Mitgliedsgemeinden Seukendorf und Veitsbronn |

## Gemeinden des Landkreises vor der Gebietsreform 1971/78
Vor der Gebietsreform hatte der Landkreis Fürth 34 Gemeinden, von denen heute drei zur Stadt Fürth und drei zur Stadt Nürnberg gehören. In der Liste unten sind alle Gemeinden, die es heute noch gibt, fett geschrieben:

Landkreis Fürth, Gemeindegrenzenkarte von 1961

| frühere Gemeinde   | heutige Gemeinde | heutiger Landkreis        |
| ------------------ | ---------------- | ------------------------- |
| Ammerndorf         | Ammerndorf       | Landkreis Fürth           |
| Boxdorf            | Nürnberg         | kreisfreie Stadt Nürnberg |
| Bronnamberg        | Zirndorf         | Landkreis Fürth           |
| Buchschwabach      | Roßtal           | Landkreis Fürth           |
| Cadolzburg         | Cadolzburg       | Landkreis Fürth           |
| Deberndorf         | Cadolzburg       | Landkreis Fürth           |
| Fernabrünst        | Großhabersdorf   | Landkreis Fürth           |
| Großgründlach      | Nürnberg         | kreisfreie Stadt Nürnberg |
| Großhabersdorf     | Großhabersdorf   | Landkreis Fürth           |
| Großweismannsdorf  | Roßtal           | Landkreis Fürth           |
| Gutzberg           | Stein            | Landkreis Fürth           |
| Horbach            | Langenzenn       | Landkreis Fürth           |
| Keidenzell         | Langenzenn       | Landkreis Fürth           |
| Kirchfarrnbach     | Wilhermsdorf     | Landkreis Fürth           |
| Langenzenn         | Langenzenn       | Landkreis Fürth           |
| Laubendorf         | Langenzenn       | Landkreis Fürth           |
| Leichendorf        | Zirndorf         | Landkreis Fürth           |
| Neunhof            | Nürnberg         | kreisfreie Stadt Nürnberg |
| Oberasbach         | Oberasbach       | Landkreis Fürth           |
| Obermichelbach     | Obermichelbach   | Landkreis Fürth           |
| Puschendorf        | Puschendorf      | Landkreis Fürth           |
| Roßendorf          | Cadolzburg       | Landkreis Fürth           |
| Roßtal             | Roßtal           | Landkreis Fürth           |
| Sack               | Fürth            | kreisfreie Stadt Fürth    |
| Seukendorf         | Seukendorf       | Landkreis Fürth           |
| Stadeln            | Fürth            | kreisfreie Stadt Fürth    |
| Steinbach          | Cadolzburg       | Landkreis Fürth           |
| Tuchenbach         | Tuchenbach       | Landkreis Fürth           |
| Unterschlauersbach | Großhabersdorf   | Landkreis Fürth           |
| Vach               | Fürth            | kreisfreie Stadt Fürth    |
| Veitsbronn         | Veitsbronn       | Landkreis Fürth           |
| Weinzierlein       | Zirndorf         | Landkreis Fürth           |
| Weitersdorf        | Roßtal           | Landkreis Fürth           |
| Zirndorf           | Zirndorf         | Landkreis Fürth           |

## Kultur und Sehenswürdigkeiten

### Steinkreuze
Im Landkreis befinden sich zahlreiche Steinkreuze, die zum größten Teil auch als Baudenkmal ausgewiesen sind.

### Pfarrhäuser
Siehe auch: Liste von Pfarrhäusern im Landkreis Fürth

## Schutzgebiete
Im Landkreis Fürth und der Stadt Fürth befinden sich zwei Naturschutzgebiete, vier Landschaftsschutzgebiete, fünf FFH-Gebiete und drei ausgewiesene Geotope. (Stand März 2016)
Siehe auch:
- Liste der Naturschutzgebiete im Landkreis Fürth
- Liste der Landschaftsschutzgebiete im Landkreis Fürth
- Liste der FFH-Gebiete im Landkreis Fürth
- Liste der Geotope im Landkreis Fürth